# Jean-Claude Berchet
Pour les articles homonymes, voir Berchet.
Jean-Claude Berchet, né le 22 juillet 1939 à Nantua et mort le 14 juillet 2024 à Vichy,, est un critique littéraire français.
Il est spécialiste de François-René de Chateaubriand.

## Biographie
Il est agrégé de lettres classiques et ancien élève de l'École normale supérieure (promotion L1961).

### Spécialiste de Chateaubriand
Il est vice-président de la Société Chateaubriand, qu'il a présidée jusqu'en 2003.
Sa biographie de Chateaubriand, parue en 2012, est remarquée,,,,.

## Ouvrages
- Avec Mary Ann O'Neil et al., Chateaubriand  e i Mémoires d'outre-tombe, Pise-Genève, ETS-Slatkine, coll. « Quaderni del seminario di filologia francese », 1998, 213 p. (ISBN 88-467-0081-3).
- Chateaubriand ou Les Aléas du désir, Paris, Belin, 2012, 608 p. (ISBN 978-2-7011-6337-6)Recueil d'articles parus entre 1969 et 2009.
- Chateaubriand, Paris, Gallimard, coll. « NRF Biographies », 2012, 1 050 (ISBN 978-2-07-073518-1).

### Édition scientifique
- Le Voyage en Orient : anthologie des voyageurs français dans le Levant au XIXe siècle, Paris, Robert Laffont, coll. « Bouquins », 1985 (réimpr. 1998), 1 108 (ISBN 2-7028-1173-6).

## Distinctions
- Prix Chateaubriand 1989 pour l’édition des Mémoires d’outre-tombe.
- 8e rang des Meilleurs livres de l'année du magazine Lire 2012 pour Chateaubriand.
- Prix de la critique de l’Académie française 2013 pour l'ensemble de son œuvre[10].